# Bryan Grill
Bryan Grill é um especialistas em efeitos especiais estadunidense. Foi indicado ao Oscar de melhores efeitos visuais em duas ocasiões: pelo trabalho em Hereafter (2010) e Captain America: The Winter Soldier (2014).

## Filmografia
- Apollo 13 (1995)
- The Fifth Element (1997)
- Titanic (1997)
- Armageddon (1998)
- Dr. Seuss' How the Grinch Stole Christmas (2000)
- Star Trek: Nemesis (2002)
- The Time Machine (2002)
- Flags of Our Fathers (2006)
- Letters from Iwo Jima (2006)
- Pirates of the Caribbean: At World's End (2007)
- G.I. Joe: The Rise of Cobra (2009)
- 2012 (2009)
- Hereafter (2010)
- The Avengers (2012)
- Journey 2: The Mysterious Island (2012)
- Iron Man 3 (2013)
- Captain America: The Winter Soldier (2014)
- San Andreas (2015)

## Prêmios e indicações
- Indicado: Oscar de melhores efeitos visuais - Captain America: The Winter Soldier (2014)
- Indicado: Oscar de melhores efeitos visuais - Hereafter (2010)